# Pat Garrett

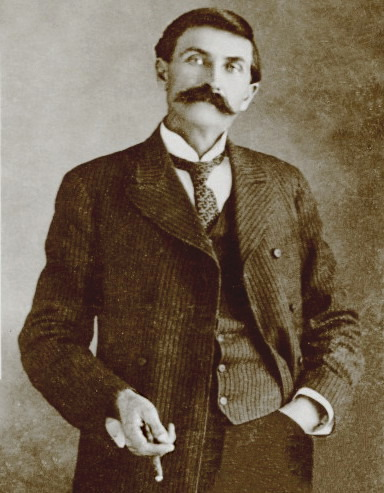
Pat Garett

Pat Garrett (właśc. Patrick „Pat” Floyd Garrett, ur. 5 czerwca 1850, zm. 29 lutego 1908) – amerykański stróż prawa, barman i agent celny z Dzikiego Zachodu, znany głównie jako zabójca Billy’ego Kida.
Urodził się w stanie Alabama i wychował na plantacji, od 1869 roku pracował w Teksasie jako kowboj i łowca bizonów. W 1879 osiadł w Terytorium Nowego Meksyku, gdzie otworzył własny saloon i dwukrotnie ożenił się. W 1880 został mianowany szeryfem hrabstwa Lincoln, a kilka miesięcy później, 14 lipca 1881 roku, zastrzelił (prawdopodobnie bez ostrzeżenia) głośnego zabójcę, rewolwerowca Billy’ego Kida. Plotki głosiły, że Garrett strzelił do Kida spod łóżka, nie jest to jednak pewne. Mieszkańcy okręgu w większości nie darzyli szeryfa sympatią, ze względu na kontakty ze znienawidzonym Chisumem.
Nie osiągnąwszy innych znaczących sukcesów jako szeryf, został ranczerem, podyktował autobiografię, a po przegraniu wyborów do senatu stanowego Nowego Meksyku wyjechał do Teksasu, gdzie m.in. pomógł założyć policyjny oddział Texas Rangers. Jako dość znana postać, pracował tam też jako szeryf (mianowany i z wyboru), a od końca 1901 jako agent celny w El Paso. Nie wybrany na kolejną kadencję ze względu na obracanie się w podejrzanym towarzystwie, pięć lat później osiadł na farmie w Nowym Meksyku, gdzie popadł w długi, uzależnił się od hazardu i alkoholu, i stracił resztki wcześniejszej popularności. Zginął w 1908 roku, zastrzelony w sąsiedzkim sporze, którego szczegóły do dziś budzą wątpliwości.
Pochowano go w Las Cruces obok zmarłej osiem lat wcześniej córki Idy, a w miejscu śmierci Garretta jego syn Jarvis postawił pod koniec lat 30. XX w. pomnik. Autentyczne i fikcyjne wydarzenia z życia Pata Garretta były później wielokrotnie ukazywane w książkach, serialach telewizyjnych i filmach fabularnych (np. w westernie Pat Garrett i Billy Kid w reżyserii Sama Peckinpaha z 1973 r.).